# 花王サニタリープロダクツ愛媛
花王サニタリープロダクツ愛媛株式会社（かおうサニタリープロダクツえひめ）は、化学メーカー花王の関連企業である。紙おむつ（メリーズ、リリーフ）や生理用品（ロリエ、フリーデイ）などの衛生材料用品を製造している。

## 会社概要
- 本社所在地：愛媛県西条市ひうち6-3
- 事業：衛生用品などの製造。

## 沿革
- 1978年2月：新居浜市にて愛媛サニタリープロダクツ株式会社設立[1]
- 1983年：西条工場操業開始
- 1988年：新居浜工場を閉鎖し西条工場に統合
- 2005年11月、愛媛県及び西条市からの奨励金により、コールセンターを設置[2]。
- 2015年：花王サニタリープロダクツ愛媛株式会社に商号変更。